# Scherma ai Giochi della XVI Olimpiade - Fioretto individuale maschile
La competizione del fioretto individuale  maschile  di scherma ai Giochi della XVI Olimpiade si tenne il giorno 26 novembre 1956 al Royal Exhibition Building di Melbourne.

## Risultati

### 1º Turno
Quattro gruppi, i primi quattro classificati accedevano alle semifinali.
| Pos. | Atleta           | Nazione          | Vittorie | SC | SF | Incontri | Incontri | Incontri | Incontri | Incontri | Incontri | Incontri | Incontri |
| Pos. | Atleta           | Nazione          | Vittorie | SC | SF | GYU      | RUD      | SPA      | JAY      | GOL      | RAM      | URI      | SAN      |
| ---- | ---------------- | ---------------- | -------- | -- | -- | -------- | -------- | -------- | -------- | -------- | -------- | -------- | -------- |
| 1    | József Gyuricza  | Ungheria         | 6        | 13 | 30 | X        | ND       | 5-3      | 5-4      | 5-2      | 5-2      | 5-2      | 5-0      |
| 2    | Jurij Rudov      | Unione Sovietica | 5        | 15 | 27 | ND       | X        | 5-2      | 2-5      | 5-2      | 5-1      | 5-3      | 5-2      |
| 3    | Antonio Spallino | Italia           | 5        | 18 | 30 | 3-5      | 2-5      | X        | 5-3      | 5-2      | 5-3      | 5-0      | 5-0      |
| 4    | Allan Jay        | Gran Bretagna    | 4        | 15 | 27 | 4-5      | 5-2      | 3-5      | X        | 5-1      | 5-2      | 5-0      | ND       |
| 5    | Harold Goldsmith | Stati Uniti      | 3        | 23 | 22 | 2-5      | 2-5      | 2-5      | 1-5      | X        | 5-1      | 5-2      | 5-0      |
| 6    | Benito Ramos     | Messico          | 2        | 28 | 19 | 2-5      | 1-5      | 3-5      | 2-5      | 1-5      | X        | 5-1      | 5-2      |
| 7    | Pablo Uribe      | Colombia         | 1        | 34 | 13 | 2-5      | 3-5      | 0-5      | 0-5      | 2-5      | 1-5      | X        | 5-4      |
| 8    | Masayuki Sano    | Giappone         | 0        | 30 | 8  | 0-5      | 2-5      | 0-5      | ND       | 0-5      | 2-5      | 4-5      | X        |

| Pos. | Atleta              | Nazione          | Vittorie | SF | SC | Incontri | Incontri | Incontri | Incontri | Incontri | Incontri | Incontri | Incontri | Barrage |
| Pos. | Atleta              | Nazione          | Vittorie | SF | SC | SIC      | OSI      | AXE      | STR      | MAN      | DEH      | LAT      | BLA      | Barrage |
| ---- | ------------------- | ---------------- | -------- | -- | -- | -------- | -------- | -------- | -------- | -------- | -------- | -------- | -------- | ------- |
| 1    | Michael Sichel      | Australia        | 5        | 32 | 19 | X        | 5-3      | 4-5      | 3-5      | 5-2      | 5-0      | 5-3      | 5-1      |         |
| 2    | Iuri Osip'ovi       | Unione Sovietica | 5        | 29 | 21 | 3-5      | X        | 5-3      | 5-0      | 5-3      | 1-5      | 5-3      | 5-2      |         |
| 3    | Albert Axelrod      | Stati Uniti      | 5        | 31 | 26 | 5-4      | 3-5      | X        | 3-5      | 5-1      | 5-4      | 5-3      | 5-4      |         |
| 4    | Günter Stratmann    | Germania         | 4+1      | 25 | 25 | 5-3      | 0-5      | 5-3      | X        | 2-5      | 3-5      | 5-2      | 5-2      | 5-4     |
| 5    | Edoardo Mangiarotti | Italia           | 4+0      | 26 | 19 | 2-5      | 3-5      | 1-5      | 5-2      | X        | 5-0      | 5-2      | 5-0      | 4-5     |
| 6    | François Dehez      | Belgio           | 3        | 21 | 28 | 0-5      | 5-1      | 4-5      | 5-3      | 0-5      | X        | 2-5      | 5-4      |         |
| 7    | Jacques Lataste     | Francia          | 1        | 22 | 32 | 3-5      | 3-5      | 3-5      | 2-5      | 2-5      | 5-2      | X        | 4-5      |         |
| 8    | Gabriel Blando      | Colombia         | 1        | 18 | 34 | 1-5      | 2-5      | 4-5      | 2-5      | 0-5      | 4-5      | 5-4      | X        |         |

| Pos. | Atleta              | Nazione       | Vittorie | SF | SC | Incontri | Incontri | Incontri | Incontri | Incontri | Incontri | Incontri | Incontri | Barrage | Barrage | Barrage |
| Pos. | Atleta              | Nazione       | Vittorie | SF | SC | NET      | McC      | PAU      | BER      | DEL      | SOM      | MAS      | KRI      | PAU     | BER     | DEL     |
| ---- | ------------------- | ------------- | -------- | -- | -- | -------- | -------- | -------- | -------- | -------- | -------- | -------- | -------- | ------- | ------- | ------- |
| 1    | Claude Netter       | Francia       | 5        | 29 | 17 | X        | ND       | 5-4      | 5-0      | 4-5      | 5-3      | 5-4      | 5-1      |         |         |         |
| 2    | Brian McCowage      | Australia     | 5        | 25 | 17 | ND       | X        | 0-5      | 5-0      | 5-4      | 5-3      | 5-3      | 5-2      |         |         |         |
| 3    | Raymond Paul        | Gran Bretagna | 4+1      | 31 | 22 | 4-5      | 5-0      | X        | 5-3      | 3-5      | 4-5      | 5-2      | 5-2      | X       | 5-4     | 4-5     |
| 4    | Giancarlo Bergamini | Italia        | 4+1      | 23 | 23 | 0-5      | 0-5      | 3-5      | X        | 5-2      | 5-4      | 5-2      | 5-0      | 4-5     | X       | 5-4     |
| 5    | Ghislain Delaunois  | Belgio        | 4+1      | 26 | 27 | 5-4      | 4-5      | 5-3      | 2-5      | X        | 0-5      | 5-3      | 5-2      | 5-4     | 4-5     | X       |
| 6    | Lajos Somodi        | Ungheria      | 2        | 20 | 24 | 3-5      | 3-5      | 5-4      | 4-5      | 5-0      | X        | ND       | 0-5      |         |         |         |
| 7    | Santiago Massini    | Argentina     | 1        | 19 | 26 | 4-5      | 3-5      | 2-5      | 2-5      | 3-5      | ND       | X        | 5-1      |         |         |         |
| 8    | Byron Krieger       | Stati Uniti   | 1        | 13 | 30 | 1-5      | 2-5      | 2-5      | 0-5      | 2-5      | 5-0      | 1-5      | X        |         |         |         |

| Pos. | Atleta             | Nazione          | Vittorie | SF | SC | Incontri | Incontri | Incontri | Incontri | Incontri | Incontri | Incontri | Incontri |
| Pos. | Atleta             | Nazione          | Vittorie | SF | SC | MID      | DOR      | PAU      | VER      | FÜL      | MCK      | ASS      | ECH      |
| ---- | ------------------ | ---------------- | -------- | -- | -- | -------- | -------- | -------- | -------- | -------- | -------- | -------- | -------- |
| 1    | Mark Midler        | Unione Sovietica | 6        | 31 | 19 | X        | 5-4      | 5-1      | 1-5      | 5-4      | 5-1      | 5-2      | 5-2      |
| 2    | Christian d'Oriola | Francia          | 5        | 30 | 15 | 4-5      | X        | 1-5      | 5-1      | 5-3      | 5-1      | 5-0      | 5-0      |
| 3    | René Paul          | Gran Bretagna    | 5        | 27 | 18 | 1-5      | 5-1      | X        | 1-5      | 5-2      | 5-1      | 5-3      | 5-1      |
| 4    | André Verhalle     | Belgio           | 5        | 30 | 19 | 5-1      | 1-5      | 5-1      | X        | 4-5      | 5-2      | 5-3      | 5-2      |
| 5    | Mihály Fülöp       | Ungheria         | 4        | 29 | 24 | 4-5      | 3-5      | 2-5      | 5-4      | X        | 5-2      | 5-2      | 5-1      |
| 6    | David McKenzie     | Australia        | 2        | 17 | 32 | 1-5      | 1-5      | 1-5      | 2-5      | 2-5      | X        | 5-3      | 5-4      |
| 7    | Roland Asselin     | Canada           | 0        | 13 | 30 | 2-5      | 0-5      | 3-5      | 3-5      | 2-5      | 3-5      | X        | ND       |
| 8    | Emilio Echeverry   | Colombia         | 0        | 10 | 30 | 2-5      | 0-5      | 1-5      | 2-5      | 1-5      | 4-5      | ND       | X        |

### Semifinali
Due gruppi, i primi quattro classificati accedevano al girone finale.
| Pos. | Atleta           | Nazione          | Vittorie | SF | SC | Incontri | Incontri | Incontri | Incontri | Incontri | Incontri | Incontri | Incontri |
| Pos. | Atleta           | Nazione          | Vittorie | SF | SC | NET      | SPA      | PAU      | MID      | VER      | RUD      | AXE      | SIC      |
| ---- | ---------------- | ---------------- | -------- | -- | -- | -------- | -------- | -------- | -------- | -------- | -------- | -------- | -------- |
| 1    | Claude Netter    | Francia          | 5        | 31 | 15 | X        | 4-5      | 2-5      | 5-0      | 5-2      | 5-0      | 5-3      | 5-0      |
| 2    | Antonio Spallino | Italia           | 5        | 27 | 16 | 5-4      | X        | 5-2      | 5-2      | 2-5      | ND       | 5-1      | 5-2      |
| 3    | Raymond Paul     | Gran Bretagna    | 5        | 31 | 19 | 5-2      | 2-5      | X        | 4-5      | 5-1      | 5-2      | 5-3      | 5-1      |
| 4    | Mark Midler      | Unione Sovietica | 5        | 27 | 22 | 0-5      | 2-5      | 5-4      | X        | 5-3      | 5-2      | 5-2      | 5-1      |
| 5    | André Verhalle   | Belgio           | 3        | 21 | 20 | 2-5      | 5-2      | 1-5      | 3-5      | X        | 5-0      | ND       | 5-3      |
| 6    | Jurij Rudov      | Unione Sovietica | 2        | 14 | 28 | 0-5      | ND       | 2-5      | 2-5      | 0-5      | X        | 5-4      | 5-4      |
| 7    | Albert Axelrod   | Stati Uniti      | 1        | 18 | 27 | 3-5      | 1-5      | 3-5      | 2-5      | ND       | 4-5      | X        | 5-2      |
| 8    | Michael Sichel   | Australia        | 0        | 13 | 35 | 0-5      | 2-5      | 1-5      | 1-5      | 3-5      | 4-5      | 2-5      | X        |

| Pos. | Atleta              | Nazione          | Vittorie | SF | SC | Incontri | Incontri | Incontri | Incontri | Incontri | Incontri | Incontri | Incontri | Barrage | Barrage | Barrage |
| Pos. | Atleta              | Nazione          | Vittorie | SF | SC | DOR      | BER      | GYU      | JAY      | STR      | MCC      | OSI      | PAU      | GYU     | JAY     | STR     |
| ---- | ------------------- | ---------------- | -------- | -- | -- | -------- | -------- | -------- | -------- | -------- | -------- | -------- | -------- | ------- | ------- | ------- |
| 1    | Christian d'Oriola  | Francia          | 6        | 32 | 14 | X        | 5-0      | 2-5      | 5-4      | 5-2      | 5-0      | 5-1      | 5-2      |         |         |         |
| 2    | Giancarlo Bergamini | Italia           | 5        | 26 | 25 | 0-5      | X        | 1-5      | 5-3      | 5-2      | 5-4      | 5-3      | 5-3      |         |         |         |
| 3    | József Gyuricza     | Ungheria         | 4+1      | 31 | 23 | 5-2      | 5-1      | X        | 4-5      | 4-5      | 3-5      | 5-2      | 5-3      | X       | ND      | 5-2     |
| 4    | Allan Jay           | Gran Bretagna    | 4+1      | 31 | 24 | 4-5      | 3-5      | 5-4      | X        | 4-5      | 5-2      | 5-1      | 5-2      | ND      | X       | 5-4     |
| 5    | Günter Stratmann    | Germania         | 4+0      | 28 | 27 | 2-5      | 2-5      | 5-4      | 5-4      | X        | 5-3      | 5-1      | 4-5      | 2-5     | 4-5     | X       |
| 6    | Brian McCowage      | Australia        | 2        | 22 | 32 | 0-5      | 4-5      | 5-3      | 2-5      | 3-5      | X        | 3-5      | 5-4      |         |         |         |
| 7    | Iuri Osip'ovi       | Unione Sovietica | 1        | 13 | 28 | 1-5      | 3-5      | 2-5      | 1-5      | 1-5      | 5-3      | X        | ND       |         |         |         |
| 8    | René Paul           | Gran Bretagna    | 1        | 19 | 29 | 2-5      | 3-5      | 3-5      | 2-5      | 5-4      | 4-5      | ND       | X        |         |         |         |

### Girone Finale
| Pos.    | Atleta              | Nazione          | Vittorie | SF | SC | Incontri | Incontri | Incontri | Incontri | Incontri | Incontri | Incontri | Incontri | Barrage |
| Pos.    | Atleta              | Nazione          | Vittorie | SF | SC | DOR      | BER      | SPA      | JAY      | GYU      | NET      | MID      | PAU      | Barrage |
| ------- | ------------------- | ---------------- | -------- | -- | -- | -------- | -------- | -------- | -------- | -------- | -------- | -------- | -------- | ------- |
| Oro     | Christian d'Oriola  | Francia          | 6        | 33 | 17 | X        | 3-5      | 5-1      | 5-2      | 5-1      | 5-2      | 5-4      | 5-2      |         |
| Argento | Giancarlo Bergamini | Italia           | 5+1      | 33 | 26 | 5-3      | X        | 5-4      | 4-5      | 5-3      | 4-5      | 5-3      | 5-3      | 5-4     |
| Bronzo  | Antonio Spallino    | Italia           | 5+0      | 30 | 21 | 1-5      | 4-5      | X        | 5-4      | 5-3      | 5-1      | 5-1      | 5-2      | 4-5     |
| 4       | Allan Jay           | Gran Bretagna    | 4        | 29 | 26 | 2-5      | 5-4      | 4-5      | X        | 3-5      | 5-2      | 5-1      | 5-4      |         |
| 5       | József Gyuricza     | Ungheria         | 3        | 23 | 23 | 1-5      | 3-5      | 3-5      | 5-3      | X        | 1-5      | 5-0      | 5-0      |         |
| 6       | Claude Netter       | Francia          | 3        | 21 | 25 | 2-5      | 5-4      | 1-5      | 2-5      | 5-1      | X        | 1-5      | 5-0      |         |
| 7       | Mark Midler         | Unione Sovietica | 2        | 19 | 30 | 4-5      | 3-5      | 1-5      | 1-5      | 0-5      | 5-1      | X        | 5-4      |         |
| 8       | Raymond Paul        | Gran Bretagna    | 0        | 15 | 35 | 2-5      | 3-5      | 2-5      | 4-5      | 0-5      | 0-5      | 4-5      | X        |         |